# Liste des îles de Norvège
 (novembre 2024).
Si vous disposez d'ouvrages ou d'articles de référence ou si vous connaissez des sites web de qualité traitant du thème abordé ici, merci de compléter l'article en donnant les références utiles à sa vérifiabilité et en les liant à la section « Notes et références ».
Cet article recense les îles de la Norvège.

## Par superficie
La liste suivante recense les îles de Norvège dont la superficie excède 100 km2.
| Île                 | Comté / territoire | Superficie (km2) |
| ------------------- | ------------------ | ---------------- |
| Spitzberg           | Svalbard           | +37 673,         |
| Nordaustlandet      | Svalbard           | +14 443,         |
| Edgeøya             | Svalbard           | +05 074,         |
| Hinnøya             | Nordland / Troms   | +02 205,         |
| Senja               | Troms              | +01 586,         |
| Barentsøya          | Svalbard           | +01 288,         |
| Langøya             | Nordland           | +00850,          |
| Sørøya              | Finnmark           | +00811,          |
| Kvaløya             | Troms              | +00737,          |
| Kvitøya             | Svalbard           | +00682,          |
| Ringvassøy          | Troms              | +00656,          |
| Prins Karls Forland | Svalbard           | +00615,          |
| Hitra               | Sør-Trøndelag      | +00572,          |
| Seiland             | Finnmark           | +00559,          |
| Austvågøya          | Nordland           | +00527,          |
| Andøya              | Nordland           | +00489,          |
| Magerøya            | Finnmark           | +00437,          |
| Vestvågøy           | Nordland           | +00411,          |
| Jan Mayen           | Nordland           | +00380,          |
| Kvaløya             | Finnmark           | +00336,          |
| Osterøy             | Hordaland          | +00329,          |
| Arnøya              | Troms              | +00276,          |
| Sotra               | Hordaland          | +00246,          |
| Stord               | Hordaland          | +00241,          |
| Vanna               | Troms              | +00232,          |
| Stjernøya           | Finnmark           | +00231,          |
| Smøla               | Møre og Romsdal    | +00218,          |
| Tysnesøy            | Hordaland          | +00198,          |
| Kongsøya            | Svalbard           | +00191,          |
| Tjeldøya            | Nordland           | +00187,          |
| Moskenesøya         | Nordland           | +00186,          |
| Île aux Ours        | Svalbard           | +00178,          |
| Karmøy              | Rogaland           | +00177,          |
| Sotra               | Hordaland          | +00176,          |
| Bømlo               | Hordaland          | +00171,          |
| Hareidlandet        | Møre og Romsdal    | +00166,          |
| Averøy              | Møre og Romsdal    | +00165,          |
| Vega                | Nordland           | +00163,          |
| Île Pierre Ier      | Antarctique        | +00156,          |
| Alsten              | Nordland           | +00153,          |
| Frøya               | Sør-Trøndelag      | +00147,          |
| Reinøya             | Troms              | +00147,          |
| Otterøya            | Nord-Trøndelag     | +00143,          |
| Ertvågsøya          | Møre og Romsdal    | +00140,          |
| Gurskøya            | Møre og Romsdal    | +00139,          |
| Svenskøya           | Svalbard           | +00137,          |
| Andørja             | Troms              | +00135,          |
| Dønna               | Nordland           | +00135,          |
| Bremangerlandet     | Sogn og Fjordane   | +00131,          |
| Skogerøya           | Finnmark           | +00129,          |
| Wilhelmøya          | Svalbard           | +00120,          |
| Sula                | Sogn og Fjordane   | +00116,          |
| Flakstadøya         | Nordland           | +00110,          |
| Rolla               | Troms              | +00107,          |
| Lågøya              | Svalbard           | +00104,          |
| Radøy               | Hordaland          | +00103,          |
| Sandhornøya         | Nordland           | +00103,          |
| Hadseløya           | Nordland           | +00102,          |

## Par zone géographique

### Norvège continentale

#### Aust-Agder
- Ærøya
- Andabeløya
- Andøya
- Askerøya
- Barmen
- Borøya
- Bragdøya
- Dvergsøya
- Flekkerøy
- Flostaøya
- Hidra
- Hille
- Hisøya
- Justøy
- Krossundholmen
- Merdø
- Odderøya
- Sælør
- Sandøya
- Skjernøy
- Skogsøy
- Svinør
- Tromøy
- Tverrdalsøya

#### Troms og Finnmark
- Andørja ;
- Arnøya ;
- Årøya ;
- Bjarkøya ;
- Bugøya ;
- Dyrøya ;
- Gjesværstappan ;
- Gressholman ;
- Grytøya ;
- Håja ;
- Håkøya ;
- Havøya ;
- Helgøya ;
- Hillesøya ;
- Hinnøya ;
- Hjelmsøya ;
- Hornøya ;
- Husøy ;
- Ingøya ;
- Kågen ;
- Karlsøya ;
- Krøttøya ;
- Kvæøya ;
- Kvaløya ;
- Kvaløya ;
- Laukøya ;
- Lille Kamøya ;
- Lille Kamøya (Nordkapp) ;
- Loppa ;
- Magerøya ;
- Måsøya ;
- Melkøya ;
- Nord-Fugløya ;
- Nordkvaløya ;
- Prestholmen ;
- Rebbenesøya ;
- Reinøya (Porsanger)
- Reinøya (Sør-Varanger)
- Reinøya (Vardø)
- Reinøya (Karlsøy)
- Ringvassøy ;
- Rolvsøy ;
- Rolla ;
- Sandsøy ;
- Senja ;
- Seiland ;
- Silda ;
- Skjervøya ;
- Skogerøya ;
- Skorpa ;
- Sørøya ;
- Sørfugløya ;
- Spildra ;
- Stjernøya ;
- Store Altsula ;
- Store Kamøya (Nordkapp)
- Store Sommarøya ;
- Store Tamsøy ;
- Svinøya ;
- Tjeldøya ;
- Torholmen ;
- Tranøya ;
- Tromsøya ;
- Uløya ;
- Vadsøya ;
- Vardøya ;
- Vanna;
- Vorterøya.

#### Hordaland
- Bømlo
- Osterøy
- Radøy
- Sotra
- Sotra
- Stord
- Tysnesøy

- Liste des îles de Hordaland

#### Møre og Romsdal
- Aspøya (Ålesund)
- Aspøya (Tingvoll)
- Averøya
- Bergsøya, (Herøy)
- Bergsøya, (Gjemnes)
- Bjørnøya, (Ålesund)
- Bjørnsund
- Bolsøya
- Dimnøya
- Dryna
- Edøya
- Eika
- Ellingsøya
- Ertvågsøya
- Finnøya
- Fjørtofta
- Archipel de Flåvær
- Flemsøya
- Frei
- Giske
- Godøya
- Gossa
- Grip
- Grisvågøya
- Gurskøya
- Haramsøya
- Hareidlandet
- Harøya
- Herøya
- Hessa
- Humla
- Innlandet
- Kuli
- Kirkelandet et Gomalandet
- Kvamsøya
- Leinøya
- Lepsøya
- Midøya
- Archipel de Molde
- Nerlandsøya
- Nordlandet
- Archipel de Nordøyane
- Nørvøya
- Oksenøya
- Ona
- Orta
- Otrøya
- Remøya
- Rossvolløya
- Rottøya
- Runde
- Ruøya
- Sandøya
- Sandsøya
- Sekken
- Skardsøya
- Skorpa
- Smøla
- Archipel de Sørøyane
- Solskjel
- Stabblandet
- Sula
- Terøya
- Tørla
- Tustna
- Valderøya
- Veiholmen
- Veøya
- Vigra
- Voksa

- Liste des îles de Kristiansund

#### Nordland
- Åmøya
- Åsvær
- Aldra
- Alsten
- Altra
- Austra
- Barøya
- Bliksvær
- Bolga
- Dønna
- Dørvær
- Engeløya
- Finnkona
- Finnøya
- Fleina
- Fleinvær
- Fugløya
- Handnesøya
- Hestmannøy
- Hjartøya
- Hugla
- Hulløya
- Husøya
- Givær
- Gjerdøya
- Grønnøy
- Havstein
- Helligvær
- Igerøya
- Indre Kvarøy
- Knaplundsøya
- Landegode
- Lauvøya
- Ljønesøya
- Løkta
- Lovund
- Lundøya
- Lurøya
- Meløya
- Melsteinen
- Mesøya
- Mindlandet
- Myken
- Nesøya
- Nord-Arnøya
- Nesøya
- Offersøya
- Onøya
- Rangsundøya
- Renga
- Rødøya
- Rødøya (Alstahaug)
- Sandhornøya
- Sanna
- Selsøyvik
- Selvær
- Skålvær
- Skorpa
- Søla
- Sør-Arnøya
- Solvær
- Stigen
- Storøya
- Støttvær
- Straumøya
- Tomma
- Tannøya
- Teksmona
- Tjøtta
- Torget
- Vandve
- Vega
- Ylvingen

- Liste des îles Lofoten
- Liste des îles Vesterålen

#### Rogaland
- Austre Bokn
- Borgøy
- Eigerøya
- Elverhøy
- Eime
- Feøy
- Foldøy
- Hamsholmen
- Hasseløy
- Heng
- Idsal
- Idse
- Jarsteinen (réserve naturelle)
- Karmøy
- Kvitsøy
- Midbrødøya
- Ognøya
- Randøy
- Risøy
- Røvær
- Sør-Hidle
- Utsira
- Vestre Bokn
- Vibrandsøy

- Liste des îles de Stavanger

#### Sogn og Fjordane
- Bremangerlandet
- Sula

#### Trøndelag
- Austra
- Bispøyan
- Bjørøya
- Borgan
- Dolmøya
- Elvalandet
- Fjellværsøya
- Froan
- Frøya
- Garten
- Gjerdinga
- Halten
- Helgbustadøya
- Hemnskjela
- Hitra
- Hoddøya
- Horta
- Husøya
- Inner-Vikna
- Jøa
- Kalvøya
- Kalværet
- Kråkvåg
- Kvingra
- Kya
- Lauvøya (Åfjord)
- Lauvøya (Flatanger)
- Lauvøya (Vikna)
- Leka
- Leksa
- Linesøya
- Marøya
- Mausund
- Mellom-Vikna
- Munkholmen
- Nærøya
- Nordøyan
- Otterøya
- Rønsholmen
- Saltøya
- Sauøy
- Sklinna
- Skjervøya
- Stor-Arnøya
- Stokkøya
- Skoftin
- Sør-Gjæslingan
- Storfosna
- Sula
- Tarva
- Tautra
- Ulvøya
- Vikna (archipel)
- Villa
- Ytter-Vikna
- Ytterøya

### Viken
- Akerøya
- Askholmene
- Asmaløy
- Aspond
- Bergholmen
- Bjerkøya
- Borøya
- Brønnøya
- Danmark (île)
- Dillingøya
- Dokkskjæret
- Frognøya
- Gåsøya
- Gråøya
- Geitungsholmen
- Grimsøya
- Hafslundsøy
- Hankø
- Håøya
- Herføl
- Herøya (Hole)
- Husbergøya
- Høyerholmen
- Jeløya
- Kaholmene
- Kalvøya
- Kirkøy
- Konglungen
- Kråkerøy
- Kjøkøy
- Lågøya
- Landøya
- Langåra
- Langøyene
- Lauer
- Mølen
- Nesøya
- Nordre Sandøy
- Ostøya
- Papper
- Ramtonholmen
- Ranvikholmen
- Rolvsøy
- Steilene
- Skjælholmene
- Snarøya
- Singløy
- Søndre Langåra
- Søndre Sandøy
- Spjærøy
- Spannslokket
- Store Råholmen
- Tisler
- Tunøya
- Utøya
- Vassholmene

### Vestfold et Telemark
- Arøy
- Arøya
- Bærøy
- Barneskjær
- Bastøy
- Bjerkøya
- Bolærne
- Brøtsø
- Føynland
- Fugløya
- Gumøy
- Håøya (Porsgrunn)
- Håøya (Færder)
- Hui
- Husøy
- Hvasser
- Killingholmen
- Kløvningen
- Kommersøya
- Langøya (Holmestrand)
- Langøya (Bamble)
- Leistein
- Løvøya
- Malmøya
- Mellomøya
- Nøtterøy
- Ormøy
- Østøya
- Sandø
- Sandøya
- Skåtøy
- Store Færder
- Stråholmen
- Svenner
- Tåtøy
- Tjøme
- Tristein
- Vealøs
- Veierland

### Arctique
- Jan Mayen
- Île aux Ours (Bjørnøya)

#### L'archipel duSvalbard
- Akseløya
- Alekseevøya
- Alpiniøya
- Amsterdamøya
- Barentsøya
- Coraholmen
- Danskøya
- Dunøyane
- Edgeøya
- Eholmen
- Flintholmen
- Forlandsøyane
- Halvmåneøya
- Hopen
- Karl XII-øya
- Kjerulføya
- Kong Karls Land :
  - Abeløya
  - Helgolandøya
  - Kongsøya
  - Svenskøya
  - Tirpitzøya
- Kükenthaløya
- Kvitøya
- Lågøya
- Moffen
- Nordaustlandet
- Prins Karls Forland
- Ryke Yseøyane
- Sjuøyane :
  - Martensøya
  - Nelsonøya
  - Parryøya
  - Phippsøya
  - Rossøya
  - Tavleøya
  - Vesle Tavleøya
  - Waldenøya
- Sørkappøya
- Spitzberg
- Storøya
- Tjukkholmen
- Tusenøyane :
  - Bölscheøya
  - Brækmoholmane :
    - Alkekongen
    - Store Brækmoholmen
    - Trønderen
    - Brotskjer

  - Hornøya
  - Kong Ludvigøyane :
    - Arendtsøya
    - Berentineøya
    - Bruhnsøya
    - Russebuholmane :
      - Ækongen
      - Russeholmane
      - Russeholmen

  - Kulstadholmane :
    - Håkallen
    - Håkjerringa
    - Håøya
    - Håungen

  - Meinickeøyane :
    - Store Meinickeøya
    - Vesle Meinickeøya

  - Menkeøyane :
    - Alka
    - Blåmåken
    - Gassen
    - Havella
    - Islomen
    - Teisten

  - Schareholmane :
    - Blokkøya
    - Havmerra
    - Kvalbeinøya

  - Skråholmen
  - Slettøya
  - Tiholmane :
    - Bommen
    - Kalvøya
    - Langåra
    - Lurøya
    - Proppen
    - Røysholmen
    - Rugla
    - Rullesteinøya
    - Sperra
    - Spunset

  - Tufsen
  - Utsira
  - Tareloppa
  - Vindholmen
- Wahlbergøya
- Wilhelmøya
- Ytre Norskøya

### Antarctique
- Île Bouvet
- Île Pierre Ier